# Тобі Магвайр
То́біас Вінсент Магва́йр (англ. Tobias Vincent Maguire; нар. 27 червня 1975, Санта-Моніка, США) — американський актор та продюсер.

## Життєпис
Батьки  — Вінсент і Венді, були неодружені та дуже молоді: їм було відповідно 20 і 18 років. Батько Тобі працював кухарем і будівельником, мати була секретарем; через два роки вони одружилися, але в 1977 розійшлися. Після розлучення Тобі з матір'ю жили на невелику зарплату Венді та соціальну допомогу. Життя його батька складалося не найкращим чином — у 1993 році він пограбував банк і на два роки відправився у в'язницю.

## Кар'єра
Дебют на телебаченні відбувся ще в 1979 році (він з'явився в епізоді серіалу «General Hospital»), дарма що в юності збирався стати, як і його батько, кухарем. У свої тринадцять років кинув школу і став підробляти, знімаючись у рекламних роликах. З'явившись в декількох телесеріалах (на зйомках одного з них він познайомився і здружився з іншим актором — Леонардо ДіКапріо). У 1993 дебютував у кіно в драмі «Життя цього хлопця. Правдива історія» з Робертом де Ніро та Елен Баркін у головних ролях.
На актора звернули увагу після драми Енга Лі «Крижаний вітер» (1997), а в 1998 вже можна було його побачити в епізодичній ролі автостопника у фільмі «Страх і ненависть у Лас-Вегасі». Потім пішли вдалі роботи в картинах «Плезантвіль» (1998), «Правила виноробів» (1999) та «Вундеркінди» (2000).
Справжня світова популярність прийшла, коли у 2002 році разом з Кірстен Данст і Віллемом Дефо він знявся у фантастичному фільмі «Людина-павук» за мотивами знаменитого коміксу, виконавши роль супергероя Людини-павука і його альтер его Пітера Паркера. У 2004 було продовження — ще вдаліше як з комерційної точки зору, так і за оцінками критиків — фільм «Людина-павук-2». У 2007 вийшла третя частина, яка заробила в прокаті найбільше грошей, але отримала чимало поганих відгуків. За час фільмування народилася дочка Тобі. Спочатку Магвайр відмовлявся фільмуватися у третій частині, і роль планували віддати Джейку Джилленголлу, з яким Тобі згодом зіграв у фільмі «Брати».

## Фільмографія

### Актор
| Рік  |    | Українська назва                  | Оригінальна назва              | Роль                                                |
| ---- | -- | --------------------------------- | ------------------------------ | --------------------------------------------------- |
| 1989 | ф  | Чарівник                          | The Wizard                     | хуліган                                             |
| 1990 | с  | Блоссом                           | Blossom                        | Флорі (Епізод: "Sexual Perversity in Chicago Hope") |
| 1991 | с  | Ері, Індіана                      | Eerie, Indiana                 | Тріпп МакКоннелл (Епізод: "The Dead Letter")        |
| 1991 | с  | Розанна                           | Roseanne                       | Джефф (Епізод: "Valentine's Day")                   |
| 1992 | с  |                                   | Great Scott!                   | Скотт Мелрод (13 епізодів)                          |
| 1993 | ф  | Життя цього хлопця                | This Boy's Life                | Чак Болджер                                         |
| 1994 | ф  | Помста червоного барона           | Revenge of the Red Baron       | Джиммі Спенсер                                      |
| 1994 | с  | Вокер, техаський рейнджер         | Walker, Texas Ranger           | Двейн Парсонс (Епізод: "The Prodigal Son")          |
| 1994 | ф  | Ну, то й що                       | S.F.W.                         | Ел                                                  |
| 1994 | ф  | Цілитель                          | Healer                         | підліток                                            |
| 1997 | ф  | Крижаний вітер                    | The Ice Storm                  | Пол Худ                                             |
| 1997 | ф  | Розбираючи Гаррі                  | Deconstructing Harry           | Гарві Штерн                                         |
| 1997 | ф  | Угон по-американськи              | Joyride                        | Джей Ті                                             |
| 1998 | ф  | Страх і ненависть у Лас-Вегасі    | Fear and Loathing in Las Vegas | автостопщик                                         |
| 1998 | ф  | Плезантвіль                       | Pleasantville                  | Девід                                               |
| 1999 | ф  | Правила виноробів                 | The Cider House Rules          | Гомер Веллс                                         |
| 1999 | ф  | Гонитва з дияволом                | Ride with the Devil            | Джейк Родел                                         |
| 2000 | ф  | Вундеркінди                       | Wonder Boys                    | Джеймс Лір                                          |
| 2000 | с  | Суботнього вечора в прямому ефірі | Saturday Night Live            | гість (Епізод: "Tobey Maguire / Sisqo")             |
| 2001 | ф  | Кафе «Донс Плам»                  | Don's Plum                     | Йен                                                 |
| 2001 | ф  | Коти проти собак                  | Cats & Dogs                    | бігль Лу (озвучення)                                |
| 2002 | ф  | Людина-павук                      | Spider-Man                     | Пітер Паркер / Людина-павук                         |
| 2003 | ф  | Фаворит                           | Seabiscuit                     | Джон Поллард                                        |
| 2004 | ф  | Людина-павук 2                    | Spider-Man 2                   | Пітер Паркер / Людина-павук                         |
| 2006 | ф  | Добрий німець                     | The Good German                | Таллі                                               |
| 2007 | ф  | Людина-павук 3                    | Spider-Man 3                   | Пітер Паркер / Людина-павук                         |
| 2008 | ф  | Грім у тропіках                   | Tropic Thunder                 | камео                                               |
| 2009 | ф  | Брати                             | Brothers                       | Сем Кегілл                                          |
| 2011 | ф  | Деталі                            | The Details                    | Джефф Ленг                                          |
| 2013 | ф  | Великий Гетсбі                    | The Great Gatsby               | Нік Керравей                                        |
| 2013 | ф  | День праці                        | Labor Day                      | дорослий Генрі Вілер                                |
| 2014 | с  | Трофеї Вавилона                   | The Spoils of Babylon          | Діксі Мелонворт (6 епізодів)                        |
| 2014 | ф  | Ігри чемпіонів                    | Pawn Sacrifice                 | Боббі Фішер                                         |
| 2017 | мф | Бебі бос                          | The Boss Baby                  | дорослий Тім (озвучення)                            |
| 2021 | ф  | Людина-павук: Нема шляху додому   | Spider-Man: No Way Home        | Пітер Паркер / Людина-павук                         |
| 2022 | ф  | Вавилон                           | Babylon                        | Джеймс Маккей                                       |
| 2023 | с  | Екстраполяції                     | Extrapolations                 | Ніколас (Епізод: "The Going-Away Party")            |

### Продюсер
| Рік  |   | Українська назва       | Оригінальна назва        | Роль                |
| ---- | - | ---------------------- | ------------------------ | ------------------- |
| 2002 | ф | 25-та година           | 25th Hour                | продюсер            |
| 2003 | ф | Фаворит                | Seabiscuit               | виконавчий продюсер |
| 2010 | ф | Любов мене не зрадить  | Country Strong           | продюсер            |
| 2011 | ф | Голодний кролик атакує | Seeking Justice          | продюсер            |
| 2012 | ф | Рок на віки            | Rock of Ages             | продюсер            |
| 2014 | с | Трофеї Вавилона        | The Spoils of Babylon    | виконавчий продюсер |
| 2014 | ф |                        | Good People              | продюсер            |
| 2014 | ф | Жертва пішака          | Pawn Sacrifice           | продюсер            |
| 2015 | ф | Z означає Захарія      | Z for Zachariah          | продюсер            |
| 2016 | ф | П'ята хвиля            | The 5th Wave             | продюсер            |
| 2019 | ф |                        | Get Duked!               | продюсер            |
| 2019 | ф |                        | The Best of Enemies      | продюсер            |
| 2019 | ф |                        | Brittany Runs a Marathon | продюсер            |
| 2020 | ф |                        | The Violent Heart        | продюсер            |
| 2021 | ф | Ніхто                  | Nobody                   | виконавчий продюсер |
| 2022 | ф | Вавилон                | Babylon                  | виконавчий продюсер |

## Нагороди та номінації
| Нагорода                       | Рік  | Категорія                                   | Робота            | Результат |
| ------------------------------ | ---- | ------------------------------------------- | ----------------- | --------- |
| Золотий глобус                 | 2010 | Найкраща чоловіча роль у фільмі — драма     | Брати             | Номінація |
| Премія Гільдії кіноакторів США | 2000 | Найкращий акторський склад в ігровому кіно  | Правила виноробів | Номінація |
| Премія Гільдії кіноакторів США | 2004 | Найкращий акторський склад в ігровому кіно  | Фаворит           | Номінація |
| Премія Гільдії кіноакторів США | 2023 | Найкращий акторський склад в ігровому кіно  | Вавилон           | Номінація |
| Сатурн                         | 1999 | Найкращий молодий кіноактор або кіноакторка | Плезантвіль       | Перемога  |
| Сатурн                         | 2003 | Найкращий кіноактор                         | Людина-павук      | Номінація |
| Сатурн                         | 2005 | Найкращий кіноактор                         | Людина-павук 2    | Перемога  |
| Сатурн                         | 2010 | Найкращий кіноактор                         | Брати             | Номінація |